# فرناندو کلونگا
فرناندو کلونگا اولیوارس (اسپانیایی: Fernando Colunga Olivares‎؛ زادهٔ ۳ مارس ۱۹۶۶) هنرپیشه اهل مکزیک است. وی کار خود را از تلویزیون مکزیک شروع کرد.